# قصر هرست
قصر هرست (انگلیسی: Hearst Castle) یکی از آثار تاریخی ملی و از قصرهای تاریخی کالیفرنیا است که در ساحل مرکزی کالیفرنیا در ایالات متحده آمریکا واقع شده‌است.

## موقعیت
طراح و معمار این قصر جولیا مورگان بود. این قصر مسکونی ویلیام راندولف هرست روزنامه‌دار متنفذ، خبرنگار و سیاست‌مدار اهل ایالات متحده آمریکا بود که بین سالهای ۱۹۱۹ تا ۱۹۴۷ فعالیت داشت و در سال ۱۹۵۱ درگذشت. در ۱۹۵۴ به پارک ایالتی کالیفرنیا تبدیل شد و از سال ۱۹۵۸ برای دیدار عموم بازشد.
از آن زمان به بعد به عنوان یک بنای یادبود تاریخی ایالت کالیفرنیا به‌شمار می‌رود، که در آن املاک، و مجموعه قابل توجه آثار هنری و عتیقه‌جات وجود دارد و برای دیدار توریست‌ها و عموم مردم آزاد است.

## نگارخانه

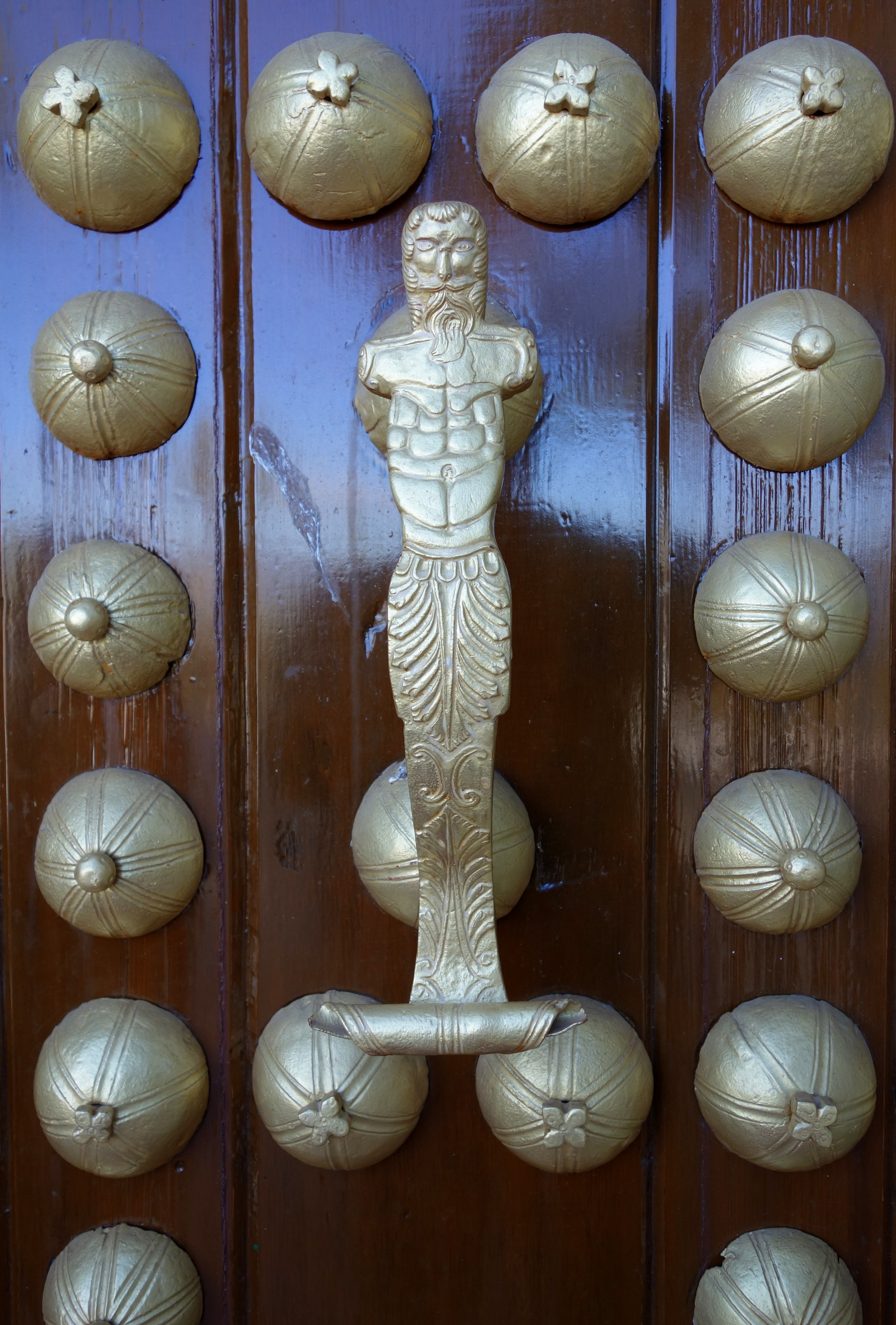
جزئیات در، کاسا دل مونته
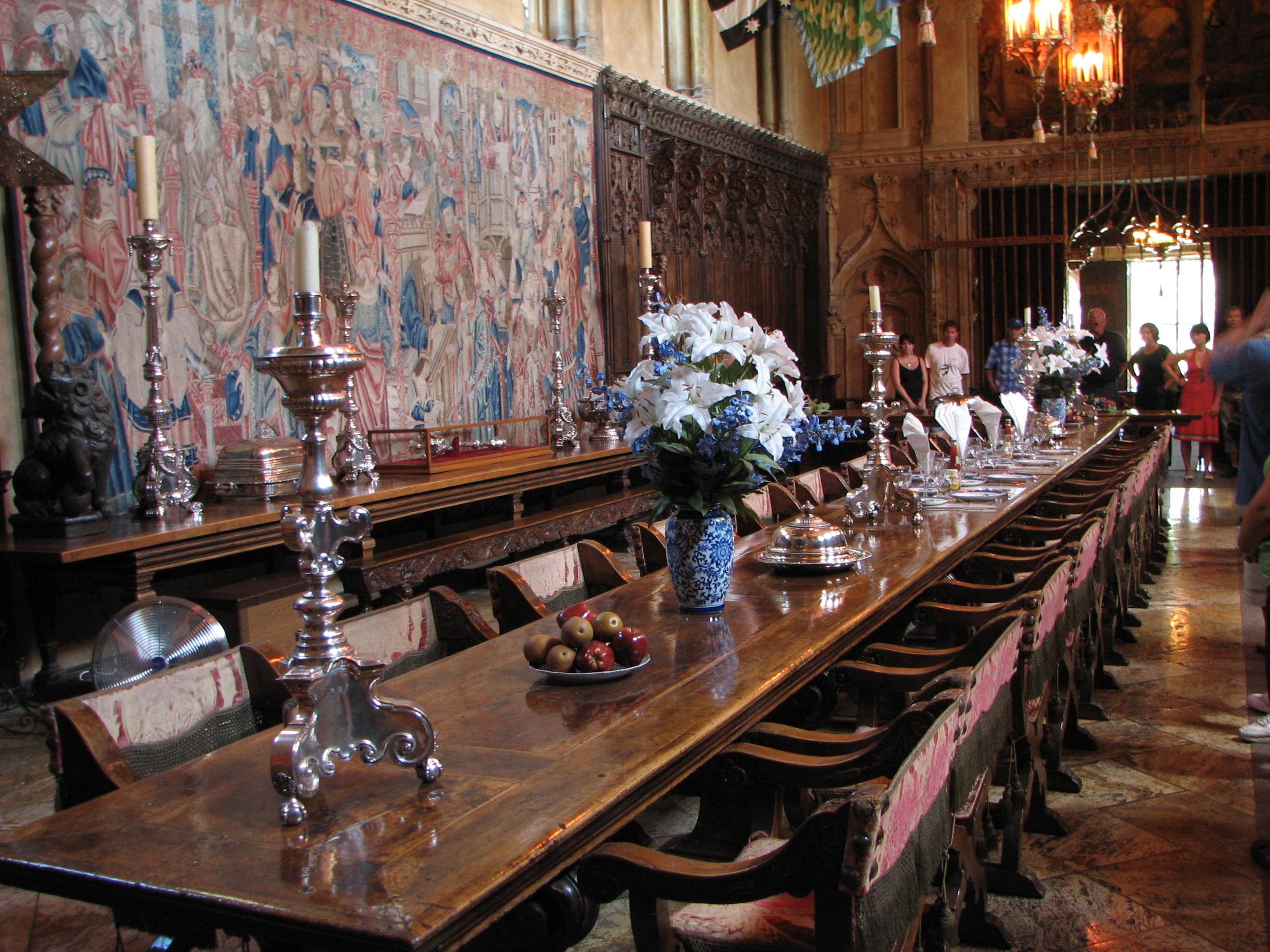
اتاق ناهارخوری قصر هرست
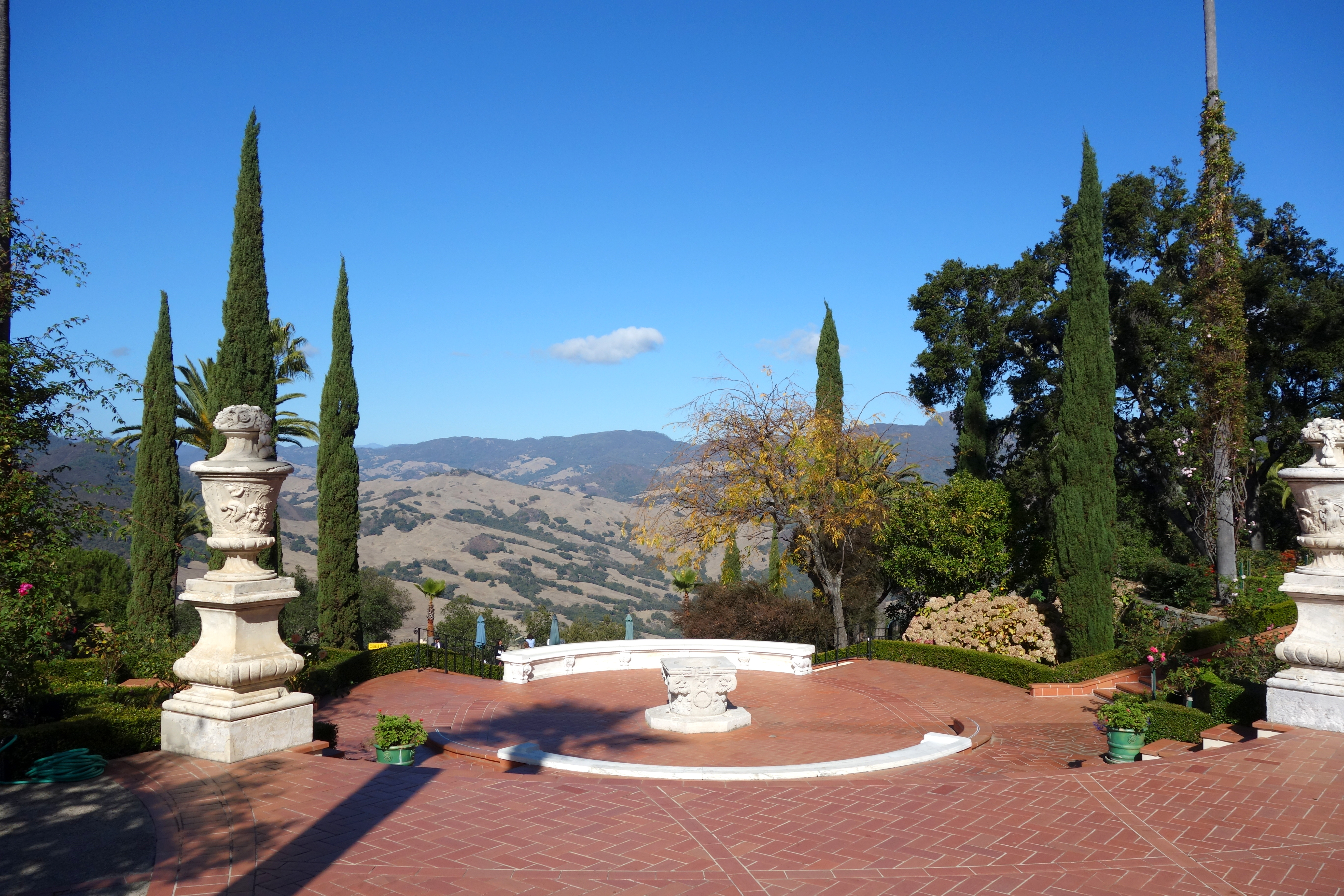
تراس و منظره دورنما